# Schefflera myrioneura
Schefflera myrioneura är en araliaväxtart som beskrevs av David Gamman Frodin. Schefflera myrioneura ingår i släktet Schefflera och familjen araliaväxter. Inga underarter finns listade.